# Куницкая, Татьяна Аркадьевна
Татья́на Арка́дьевна Куни́цкая (в девичестве — Попо́ва; род. 10 мая 1954) — советская волейболистка, российский волейбольный тренер, игрок сборной СССР (1979). Чемпионка Европы 1979. Связующая. Мастер спорта международного класса (1979).

## Биография
Начала заниматься волейболом в Новосибирске. Выступала за команду «Кировец» (Новосибирск). В составе сборной РСФСР дважды становилась серебряным призёром Спартакиад народов СССР (1975 и 1979).
В составе сборной СССР в 1979 году стала чемпионкой Европы.
С 1999 года Татьяна Куницкая на тренерской работе. Тренер (с 1999) и главный тренер (2002—2006) женской волейбольной команды «Спутник» (Новосибирск). В 2006—2010 — главный тренер команды «Хара Морин» (Улан-Удэ).
С 2010 года — преподаватель физвоспитания в Сибирской государственной геодезической академии (город Новосибирск).